# Ricardo Jorge Silva Araújo
Ricardo Jorge Silva Araújo (sinh ngày 27 tháng 6 năm 1998), hay Jorginho, là một cầu thủ bóng đá người Bồ Đào Nha thi đấu cho Benfica B ở vị trí hậu vệ.